# О смертях гонителей
О смертях гонителей (О смертях преследователей, лат. De mortibus persecutorum) — сочинение христианского апологета и ритора начала IV века Лактанция, посвящённое описанию того, как мучительная смерть становится возмездием гонителям христиан. Наряду с «Церковной историей» Евсевия Кесарийского произведение является основным источником для изучения событий, вошедших в историю как Великое гонение.

## Содержание
Своё произведение, адресованное некоему Донату, Лактанций начинает с краткого рассказа об основании христианской церкви Иисусом Христом и апостолами, создавая таким образом историческую перспективу изложения и показывая Божественность церкви, из которой логичным образом вытекали последующие события, связанные с возмездием Бога её врагам. Далее автор столь же кратко рассказывает о бесславных смертях гонителей христианства первых двух веков его существования — императорах Нероне, Домициане, Деции, Валериане и Аврелиане. Рассказывая об этих событиях, Лактанций, вероятно, пользовался апокрифическими либо не дошедшими до нашего времени источниками. Из них, в частности, он мог взять информацию о точной дате смерти Христа («за десять дней до апрельских календ в год двух консулов Геминов» — 23 марта 29 года) и о трагической судьбе Валериана в плену у шаха Шапура I. В последнем случае гипотетический источник сведений Лактанция получил в историографии название «Kaisergeschichte».
С главы VII Лактанций переходит к описанию современных ему событий, главными героями которых были члены Тетрархии — Диоклетиан, Максимиан, Галерий, а также их преемники, получившие власть после отречения Диоклетиана. Констанцию Хлору Лактанций, в силу темы своего сочинения, уделяет существенно меньше внимания. Находясь во время Великого гонения в Никомедии, автор, с одной стороны, был очевидцем ключевых событий Римской империи начала IV века — отречения Диоклетиана и провозглашения цезарями Севера и Максимина Дазы, разрушения Никомедийского храма, последовавшего за этим преследования христиан и борьбы за власть в Римской империи, завершившейся победой Константина Великого. С другой, в отличие от Евсевия, кругозор Лактанция был существенно уже, и сведениями из других частей империи он не располагал.

## Рукописи и издания
De mortibus persecutorum был забыт в течение столетий и считался утраченным, пока в 1678 году в бенедиктинском аббатстве Муассак не была обнаружена единственная рукопись этого произведения. Заглавие рукописи — лат. Lucii C(a)ecilii liber ad Donatum confessorem de mortibus persecutorum. Рукопись попала в собрание Кольбера и в следующем году Этьен Балюз издал editio princeps.
Атрибуция текста Лактанцию, произведённая Балюзом, долгое время не считалась бесспорной. В конце XIX века немецкий издатель и комментатор трудов Лактанция С. Брандт полагал, принимая во внимание текстологические особенности произведения и известные сведения о биографии Лактанция, что De mortibus persecutorum создан либо подражателем, либо одним из учеников последнего. Однако более обстоятельные исследования подтвердили авторство Лактанция.